# Comisionado especial para la Reconstrucción de la isla de La Palma
El Comisionado especial para la Reconstrucción de la isla de La Palma, con rango de Subsecretaría, dependencia directa del Ministro (art.11, RD 273/2024)y (art.10, RD 426/2022) e integrado en el Ministerio de Política Territorial y Memoria Democrática, se encarga de coordinar e impulsar las actuaciones adoptadas por la Administración General del Estado para la reparación de los daños ocasionados por las erupciones volcánicas y para la reconstrucción de la isla de La Palma.
Se creó en junio de 2022, integrado en el Ministerio de la Presidencia y, desde enero de 2024, forma parte del Ministerio de Política Territorial y Memoria Democrática. Su único titular ha sido Héctor Fernando Izquierdo Triana.

## Funciones
Son funciones del Comisionado:
1. Impulsar la ejecución de las medidas adoptadas por la Administración General del Estado en esta materia.
2. Realizar el análisis y seguimiento periódico de las medidas adoptadas por la Administración General del Estado.
3. Elevar informes periódicos al Gobierno sobre las actividades desarrolladas y los resultados obtenidos, así como cuantas propuestas considere necesarias para el adecuado cumplimiento de las funciones encomendadas.
4. Recabar de los distintos departamentos ministeriales, entidades dependientes de la Administración General del Estado y de la Delegación del Gobierno en la Comunidad Autónoma de Canarias cuanta información resulte necesaria para el cumplimiento de sus funciones, y convocar cuantas reuniones se requieran a tal efecto.
5. Impulsar la coordinación de la Administración General del Estado con las administraciones públicas canarias en esta materia.
6. Apoyar a la persona titular del Ministerio de Política Territorial y Memoria Democrática en el ejercicio de las funciones propias de la copresidencia de la Comisión mixta para la reconstrucción, recuperación y apoyo a la isla de La Palma.
7. Asistir en representación del Ministerio de Política Territorial y Memoria Democrática a las sesiones y trabajos del grupo técnico de la Comisión mixta para la reconstrucción, recuperación y apoyo a la isla de La Palma.
8. Cuantas otras funciones se le encomienden por la persona titular del Ministerio de Política Territorial y Memoria Democrática.

## Estructura
Para asistir y dar apoyo técnico al comisionado, este cuenta con una Oficina, con rango de Subdirección General.